# Алессандро Матрі
Алессандро Матрі (італ. Alessandro Matri; нар. 19 серпня 1984, Сант'Анджело-Лодіджано) — італійський футболіст, що грав на позиції нападника, зокрема й за національну збірну Італії.

## Клубна кар'єра
Алессандро Матрі почав кар'єру в школі клубу «Фантулла 1874», звідки в 1996 році перейшов до «Мілана». Там футболіст 6 років грав за молодіжний склад. 24 травня 2003 року Матрі дебютував в основному складі команди на 71-й хвилині матчу серії А з клубом «П'яченца», у якому «россонері» програли 4:2. Після цього, футболіст провів ще два сезони, виступаючи за міланців. Потім Матрі виступав на правах оренди за клуби «Прато», «Лумеццане» і «Ріміні».
Улітку 2007 року Матрі перейшов у «Кальярі», який викупив половину прав на гравця за 2,3 млн євро. Сандро дебютував у складі команди в гостьовому матчі з «Наполі», у якому «Кальярі» перемогло 1:0. Перший м'яч Матрі забив у ворота «Парми», а всього забив 6 голів в 34 іграх. Незважаючи на велику кількість проведених ігор, керівництво команди, більше довіряло в атаці Роберту Аквафресці і Жеді, а Матрі регулярно виходив на поле з лави запасних. У сезоні 2008/2009 футболіст провів 31 матч, але тільки в 11 з них він виходив на поле в стартовому складі.
Після того, як клуб покинув Аквафреска, Матрі став гравцем основи команди. У сезоні 2009/2010 він забив 13 голів, ставши найкращим бомбардиром клубу, з яких 7 м'ячів забив підряд, що відповідає рекорду Луїджі Ріви. При цьому, Матрі не тільки забивав м'ячі, а й часто асистував партнерам по атаці. Після закінчення сезону зацікавленість щодо Алессандро висловили інші клуби Італії, зокрема «Ювентус» і «Фіорентіна», але керівництво команди не бажало продавати Матрі, незважаючи на пропозицію в 14 млн. євро.
Узимку 2011 року Матрі зацікавився туринський «Ювентус». 31 січня, в останній день трансферного вікна, Матрі був орендований туринським клубом за суму у 2,5 млн євро. Свій дебютний матч за «стару синьйору» в Серії А він провів у 23-му турі проти «Палермо» і був замінений на 66-й хвилині на Хорхе Мартінеса. У наступному матчі проти свого колишнього клубу, «Кальярі», Матрі зробив «дубль», принісши перемогу своїй команді з рахунком 3:1. При цьому футболіст вирішив не святкувати забиті в грі м'ячі.
22 червня 2011 року «Ювентус» оголосив про те, що з гравцем підписаний чотирирічний контракт, а його трансфер викуплений у «Кальярі». Сума операції склала 15,5 млн євро, які виплачуються протягом трьох років.
29 серпня 2013 року «Мілан» оголосив, що Матрі приєднується до їх команди в обмін на 11 мільйонів євро. Футболіст отримав номер 9. Перший гол у новій команді забив 27 жовтня у матчі проти «Парми».
А вже 15 січня 2014 року «Фіорентина» офіційно оголосила, що взяла гравця на правах оренди до кінця сезону. Згодом також на умовах оренди захищав кольори «Дженоа» та «Ювентуса».
31 серпня 2015, в останній день літнього трансферного вікна, погодив умови переходу на правах оренди до римського «Лаціо», де провів наступний сезон.
16 серпня 2016 року на правах вільного агента уклав контракт із «Сассуоло». Протягом наступних трьох сезонів відіграв 82 матчі в усіх турнірах, забивши 14 голів. 2 вересня 2019 року на умовах оренди перейшов до «Брешії». Провівши за сезон 8 ігор за цю команду, 6 травня 2020 року оголосив про завершення ігрової кар'єри.

## Виступи за збірну
29 березня 2011 року дебютував в офіційних матчах у складі національної збірної Італії, вийшовши на заміну у товариській грі проти збірної України. У цьому ж матчі відкрив лік своїм голам у збірній. Загалом провів у формі головної команди країни 7 матчів, останній із яких — влітку 2015 року.

## Статистика виступів

### Статистика клубних виступів
| Сезон                    | Команда              | Чемпіонат            | Чемпіонат | Чемпіонат | Національний кубок | Національний кубок | Національний кубок | Континентальні кубки | Континентальні кубки | Континентальні кубки | Інші змагання | Інші змагання | Інші змагання | Усього | Усього | Усього |
| Сезон                    | Команда              | Ліга                 | Ігор      | Голів     | Ліга               | Ігор               | Голів              | Ліга                 | Ігор                 | Голів                | Ліга          | Ігор          | Голів         | Ігор   | Голів  |        |
| ------------------------ | -------------------- | -------------------- | --------- | --------- | ------------------ | ------------------ | ------------------ | -------------------- | -------------------- | -------------------- | ------------- | ------------- | ------------- | ------ | ------ | ------ |
| 2002/2003                | «Мілан»              | A                    | 1         | 0         | КІ                 | 0                  | 0                  | ЛЧ                   | 0                    | 0                    | —             | —             | —             | 1      | 0      |        |
| 2003/2004                | «Мілан»              | A                    | 0         | 0         | КІ                 | 0                  | 0                  | ЛЧ                   | 0                    | 0                    | СІ+СУ+МКК     | 0+0+0         | 0             | 0      | 0      |        |
| 2004/2005                | «Прато»              | C1                   | 32        | 5         | КІ-C               | 4                  | 0                  | —                    | —                    | —                    | —             | —             | —             | 36     | 5      |        |
| 2005/2006                | «Лумеццане»          | C1                   | 32+2      | 13        | КІ+КІ-C            | 1+0                | 1                  | —                    | —                    | —                    | —             | —             | —             | 35     | 14     |        |
| 2006/2007                | «Ріміні»             | B                    | 28        | 4         | КІ                 | 2                  | 1                  | —                    | —                    | —                    | —             | —             | —             | 30     | 5      |        |
| 2007/2008                | «Кальярі»            | A                    | 34        | 6         | КІ                 | 2                  | 1                  | —                    | —                    | —                    | —             | —             | —             | 36     | 7      |        |
| 2008/2009                | «Кальярі»            | A                    | 29        | 6         | КІ                 | 2                  | 1                  | —                    | —                    | —                    | —             | —             | —             | 31     | 7      |        |
| 2009/2010                | «Кальярі»            | A                    | 38        | 13        | КІ                 | 1                  | 0                  | —                    | —                    | —                    | —             | —             | —             | 39     | 13     |        |
| 2010 — січень 2011 р.    | «Кальярі»            | A                    | 22        | 11        | КІ                 | 1                  | 0                  | —                    | —                    | —                    | —             | —             | —             | 23     | 11     |        |
| Усього за «Кальярі»      | Усього за «Кальярі»  | Усього за «Кальярі»  | 123       | 36        |                    | 6                  | 2                  |                      | —                    | —                    |               | —             | —             | 129    | 38     |        |
| Січень — червень 2011 р. | «Ювентус»            | A                    | 16        | 9         | КІ                 | 0                  | 0                  | ЛЄ                   | —                    | —                    | —             | —             | —             | 16     | 9      |        |
| 2011/2012                | «Ювентус»            | A                    | 31        | 10        | КІ                 | 1                  | 0                  | —                    | —                    | —                    | —             | —             | —             | 32     | 10     |        |
| 2012/2013                | «Ювентус»            | A                    | 22        | 8         | КІ                 | 3                  | 0                  | ЛЧ                   | 9                    | 2                    | СІ            | 1             | 0             | 35     | 10     |        |
| 2013 — січень 2014 р.    | «Мілан»              | A                    | 15        | 1         | КІ                 | 0                  | 0                  | ЛЧ                   | 3                    | 0                    | —             | —             | —             | 18     | 1      |        |
| Усього за «Мілан»        | Усього за «Мілан»    | Усього за «Мілан»    | 16        | 1         |                    | 0                  | 0                  |                      | 3                    | 0                    |               | 0             | 0             | 19     | 1      |        |
| Січень — червень 2014 р. | «Фіорентіна»         | A                    | 15        | 4         | КІ                 | 3                  | 0                  | ЛЄ                   | 3                    | 1                    | —             | —             | —             | 21     | 5      |        |
| 2014 — лютий 2015 р.     | «Дженоа»             | A                    | 16        | 7         | КІ                 | 1                  | 0                  | —                    | —                    | —                    | —             | —             | —             | 17     | 7      |        |
| Лютий — червень 2015 р.  | «Ювентус»            | A                    | 5         | 0         | КІ                 | 2                  | 2                  | ЛЧ                   | 2                    | 0                    | СІ            | 0             | 0             | 9      | 2      |        |
| Усього за «Ювентус»      | Усього за «Ювентус»  | Усього за «Ювентус»  | 74        | 27        |                    | 6                  | 2                  |                      | 11                   | 2                    |               | 1             | 0             | 92     | 31     |        |
| 2015/2016                | «Лаціо»              | A                    | 19        | 4         | КІ                 | 2                  | 1                  | ЛЧ+ЛЄ                | 0+10                 | 0+2                  | СІ            | 0             | 0             | 31     | 7      |        |
| 2016/2017                | «Сассуоло»           | A                    | 31        | 8         | КІ                 | 0                  | 0                  | ЛЄ                   | 6                    | 0                    | —             | —             | —             | 37     | 8      |        |
| 2017/2018                | «Сассуоло»           | A                    | 23        | 3         | КІ                 | 2                  | 0                  | —                    | —                    | —                    | —             | —             | —             | 25     | 3      |        |
| 2018/2019                | «Сассуоло»           | A                    | 19        | 2         | КІ                 | 1                  | 1                  | —                    | —                    | —                    | —             | —             | —             | 20     | 3      |        |
| Усього за «Сассуоло»     | Усього за «Сассуоло» | Усього за «Сассуоло» | 73        | 13        |                    | 3                  | 1                  |                      | 6                    | 0                    |               | —             | —             | 82     | 14     |        |
| 2019/2020                | «Брешія»             | A                    | 8         | 0         | КІ                 | 0                  | 0                  | -                    | -                    | -                    | -             | -             | -             | 8      | 0      |        |
| Усього за кар'єру        | Усього за кар'єру    | Усього за кар'єру    | 438+2     | 114       |                    | 28                 | 8                  |                      | 33                   | 5                    |               | 1             | 0             | 502    | 127    |        |

### Статистика виступів за збірну
| Дата       | Місто   | Господарі | Результат | Гості      | Турнір           | Голи | Примітки |
| ---------- | ------- | --------- | --------- | ---------- | ---------------- | ---- | -------- |
| 29.03.2011 | Київ    | Україна   | 0 – 2     | Італія     | товариський матч | 1    | 61'      |
| 07.06.2011 | Льєж    | Італія    | 0 – 2     | Ірландія   | товариський матч | —    | 46'      |
| 11.11.2011 | Вроцлав | Польща    | 0 – 2     | Італія     | товариський матч | —    | 61'      |
| 15.11.2011 | Рим     | Італія    | 0 – 1     | Уругвай    | товариський матч | —    |          |
| 29.02.2012 | Генуя   | Італія    | 0 – 1     | США        | товариський матч | —    | 59'      |
| 18.11.2014 | Генуя   | Італія    | 1 – 0     | Албанія    | товариський матч | —    | 65'      |
| 16.06.2015 | Женева  | Італія    | 0 – 1     | Португалія | товариський матч | —    | 73'      |
| Усього     |         | Матчів    | 7         |            | Голів            | 1    |          |

## Титули і досягнення
- Чемпіон Італії (3):

«Ювентус»: 2011–12, 2012–13, 2014–15
- Володар Суперкубка Італії з футболу (2):

«Ювентус»: 2012, 2013
- Володар Кубка Італії (1):

«Ювентус»: 2014-15